# Alphonse Hasselmans

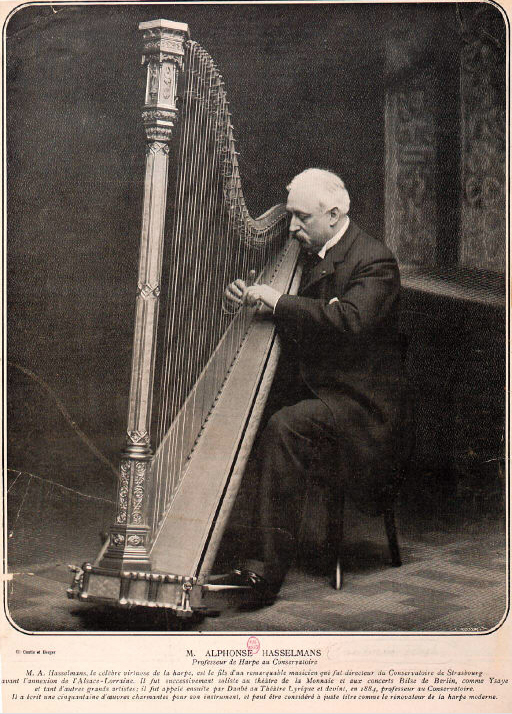
Alphonse Hasselmans, professor d'arpa al Conservatori d'Estrasburg] (Bibliothèque Nationale de France).

Alphonse Hasselmans (Lieja, 5 de març de 1845 - París, 19 de maig de 1912) fou un arpista, compositor i pedagog francés, belga de naixement.
Estudià inicialment al Conservatori d'Estrasburg, el qual dirigia son pare, el compositor Joseph Hasselmans (1814-1902), des del 1854. Continuà els seus estudis amb Gottlieb Krüger (1824-1895) a Stuttgart i amb Ange-Conrad Prumier (1820-1884) a París. Començà la seua carrera professional en l'orquestra del Théâtre Royal de la Monnaie a Brussel·les. Una sèrie de vuit concerts com a solista a París el 1877 donà lloc a diversos contractes d'actuació com a solista amb altres orquestres parisenques. A la mort de Prumier el 1884, Hasselsmans el succeí com a professor d'arpa al Conservatori de París, on tingué d'assistent a Caroline Luigini, i ocupà aquest càrrec fins a la seua mort sobtada als 67 anys. Hasselmans va formar una generació d'arpistes francesos, entre els quals alguns dels més importants del segle xx, com ara Henriette Renié, Marcel Tournier, Carlos Salzedo, Marcel Grandjany, Lily Laskine, Pierre Jamet i la italiana Ada Sassoli-Ruata. Adquirí la ciutadania francesa el 1903. També li va donar classes a Lili Boulanger.
Hasselmans compongué unes quantes desenes de solos originals per a arpa, el més famós dels quals és un concert titulat La Source (La font) op. 44, i transcriví per a arpa moltes obres d'altres compositors escrites originalment per a altres instruments. També va editar importants col·leccions d'estudis de l'arpista del segle xix Nicolas-Charles Bochsa.
La seua filla Marguerite (1876-1947) i el seu fill Louis (1878-1957) també foren músics: ella pianista (i durant molt de temps amant de Gabriel Fauré), i ell violoncel·lista i director d'orquestra.